# امام تقی (مشهد)
امام تقی، روستایی از توابع بخش احمدآباد شهرستان مشهد در استان خراسان رضوی ایران است.در بیش از 200 روز از سال در این روستا باد می وزد.یکی از نیروگاه‌های ایران از نیروگاه‌های بادی با ظرفیت تولید ۲۸٫۲ مگاوات که شامل ۴۳ توربین ۶۶۰ کیلوواتی در مجاورت این روستا قرار دارد.
این روستا در دهستان پیوه ژن قرار دارد و براساس سرشماری مرکز آمار ایران در سال 1395، جمعیت آن 924 نفر  بوده‌است.